# La meva família i altres animals (sèrie de televisió)
|  | Per al llibre vegeu La meva família i altres animals. |

La meva família i altres animals (títol original en anglès: My Family and Other Animals) és una sèrie de televisió britànica de 1987 produïda per la BBC i dirigida per Peter Barber-Fleming. Està basada en el llibre autobiogràfic de Gerald Durrell, La meva família i altres animals, que descriu el temps que la seva família va passar a l'illa grega de Corfú entre el 1935 i el 1939. La sèrie consta de deu episodis i es va emetre per primera vegada entre el 17 d'octubre i el 19 de desembre de 1987.

## Argument
Basada en el llibre del mateix nom de Gerald Durrell, que ja s'ha convertit en un clàssic universal, la sèrie narra les peripècies d'una família insòlita, desbaratada i molt poc convencional que decideix abandonar la grisa i plujosa Anglaterra per instal·lar-se a l'assolellada i paradisíaca illa grega de Corfú. Entre la fauna de l'illa que estudia Gerald, aleshores un noi aprenent de científic, hi trobarem els excèntrics i originals membres de la seva família, en una producció intel·ligent, plena de sentit de l'humor i d'una particular tendresa.

## Repartiment
- Darren Redmayne com a Gerry (Gerald Durrell) – 10 episodes
- Hannah Gordon com a senyora (Louisa) Durrell – 10 episodes
- Brian Blessed com a Spiro Halikiopoulos – 10 episodes
- Anthony Calf com a Larry (Lawrence Durrell) – 10 episodes
- Guy Scantlebury com a Leslie Durrell – 10 episodes
- Sarah-Jane Holm com a Margo (Margaret Durrell) – 10 episodes
- Christopher Godwin com a doctor Theodore Stephanides - 7 episodis
- John Normington com a Kralefsky – 3 episodis
- Dina Konsta com a Lugaretzia – 3 episodis
- Paul Rhys com a George (Wilkinson) – 2 episodis
- Angela Barlow com a senyora Harcum – 2 episodis
- George Dialegmenos com a Kosti – 2 episodis
- Tonis Giakovakis com a doctor Androuchelli – 2 episodis
- Mihalis Giannatos com a Yani – 2 episodis
- Edward Parsons com a senyor Harcum – 2 episodis
- Christos Efthimiou com a Theodosius – 1 episodi
- David Gant com a Zatopec – 1 episodi
- Bob Goody com a Durant – 1 episodi
- Philip Herbert com a Michael – 1 episodi
- Ayub Khan-Din com a Yasha – 1 episodi
- Evelyn Laye com a senyora Kralefsky – 1 episodi
- Charmian May com a Melanie, contessa de Torro – 1 episodi
- Cathy Murphy com a Jonquil – 1 episodi
- Stathis Psaltis com a Home de les Cetònies – 1 episodi
- Nick Reding com a Peter – 1 episodi
- Evagelia Samiotaki com a Agathi – 1 episodi
- Hristos Valavanidis com a duaner – 1 episodi.[1]

## Banda sonora
La banda sonora de la sèrie va ser escrita per Daryl Runswick. Inclou els següents temes:
1. Main Theme
2. The Rose-Beetle Man
3. Caterpillars and Spiders
4. Spiro and the Scorpions
5. Sleep and Cypresses
6. Gerry and Roger

Xiulador: Ken Barrie.
Cantadora: Mary King.